# الحافز المنحرف
الحافز الضار هو حافز له نتيجة غير مقصودة وغير مرغوب فيها تتعارض مع نوايا مصمميها. تأثير الكوبرا هو أكثر نوع مباشر للحوافز الضارة، لأن الحافز يكافئ الناس عن غير قصد على جعل القضية أسوأ.  يستخدم هذا المصطلح في الاقتصاد والسياسة لتوضيح كيف يمكن أن يتسبب التحفيز غير الصحيح في عواقب غير مقصودة،  وهو مثال على المثل القائل «ومهدت الطريق إلى الجحيم بالنوايا الحسنة».

## أمثلة على الحوافز الضارة

### تأثير الكوبرا الأصلي
صاغ الخبير الاقتصادي هورست سيبرت مصطلح تأثير الكوبرا بناءً على طريفة (من المرجح أنها محض أسطورة) في الهند أثناء الحكم البريطاني.    حيث عرضت الحكومة البريطانية، التي كانت تشعر بالقلق إزاء عدد الكوبرا السامة في دلهي، مكافأة لكل كوبرا ميت. في البداية، كانت هذه إستراتيجية ناجحة. تم قتل أعداد كبيرة من الثعابين من أجل المكافأة. في النهاية، بدأ بعضهم في تربية الكوبرا من أجل الدخل. عندما علمت الحكومة بذلك، تم إلغاء البرنامَج. عندما أطلق مربو الكوبرا ثعابينهم التي أصبحت دون قيمة، فزاد عدد الكوبرا البرية.